# 菲臘親王獎學金
菲臘親王獎學金（英語：Prince Philip Scholarship），由“香港劍橋大學之友”（The Friends of Cambridge University in Hong Kong）于1981年设立的奖学金，旨在獎勵及資助香港学生到英国剑桥大学修讀學士課程。

## 历史
1980年，英国政府将海外学生到英国大学留学的学费从每年550英镑大幅提高到5,650英镑，很多香港学生因此无法负担得起高昂的留学费用。1981年，由劍橋大學校友李國寶等人在香港成立“香港劍橋大學之友”，筹集资金设立菲臘親王獎學金。1982年，第一批7名学生获得该奖学金并到剑桥留学。2022年，六名学生获得奖学金，至此共有209人曾获得该奖学金。